# Côte d'Amundsen
 (août 2025).
La côte d'Amundsen (en anglais : Amundsen Coast) est une portion de la côte de l'Antarctique située sur la partie est/sud de la plateforme de glace de Ross, entre Morris Peak (dans la chaîne Duncan, à l'est du glacier Liv) et l'ouest du glacier Scott (dans la chaîne Transantarctique).
Elle a été nommée ainsi en 1961 par le New Zealand Antarctic Place-Names Committee en l'honneur de Roald Amundsen, l'explorateur norvégien qui mène sa propre expédition en Antarctique de 1910 à 1912. Établissant une base à Framheim, au bord de la plate-forme de Ross, il traverse la plate-forme en traîneau vers le sud et découvrit une route remontant le glacier Axel Heiberg le long de cette côte pour atteindre le plateau Antarctique. Avec son équipe, il est le premier à atteindre le pôle Sud, le 14 décembre 1911.